# 憲光二村
憲光二村是一座台灣的眷村，位於桃園市龜山區大同路138巷，為中華民國憲兵在桃園唯一的眷村，於2006年10月26日登錄為歷史建築。該眷村亦為電視劇《光陰的故事》取景之地，與中壢馬祖新村以及大溪太武新村並稱「桃園眷村鐵三角」。

## 歷史
憲光二村是1968年由婦聯會興建的連棟式宿舍，由蔣宋美齡募款、督導並籌建。1973年，憲兵司令部選定虎頭山（今慈平一村）與憲光二村內的埤塘作為憲兵的職務官舍基地，開始將埤塘填土，增建官舍。1974年官舍完工，共40戶，材質為鋼筋混凝土，外觀為抿石子，每戶格局皆為三房、一廳、一衛、另有一個小露臺。
之後憲光二村村民希望將眷村改建為國宅，並聘請龍應台之弟替該村做規劃。1997年，中華民國總統李登輝來到憲光二村，聽取由自治會會長陳萬榮所製作、爭取憲光二村改建為國宅的簡報。最後眷村改建為國宅的審核並未通過。
2006年，憲光二村全數村民搬遷至陸光新城，該村成為閒置空間；同年10月憲光二村申請登錄歷史建築，後於同月26日獲桃園縣政府公告登錄為桃園縣歷史建築。2008年，憲光二村成為《光陰的故事》劇中虛構眷村「自強一村」之取景地點。2014年桃園縣升格為桃園市，憲光二村為桃園市歷史建築。2016年10月，由桃園市政府文化局所設立的「憲光二村駐地工作站」正式開館。